# Consiglio aulico

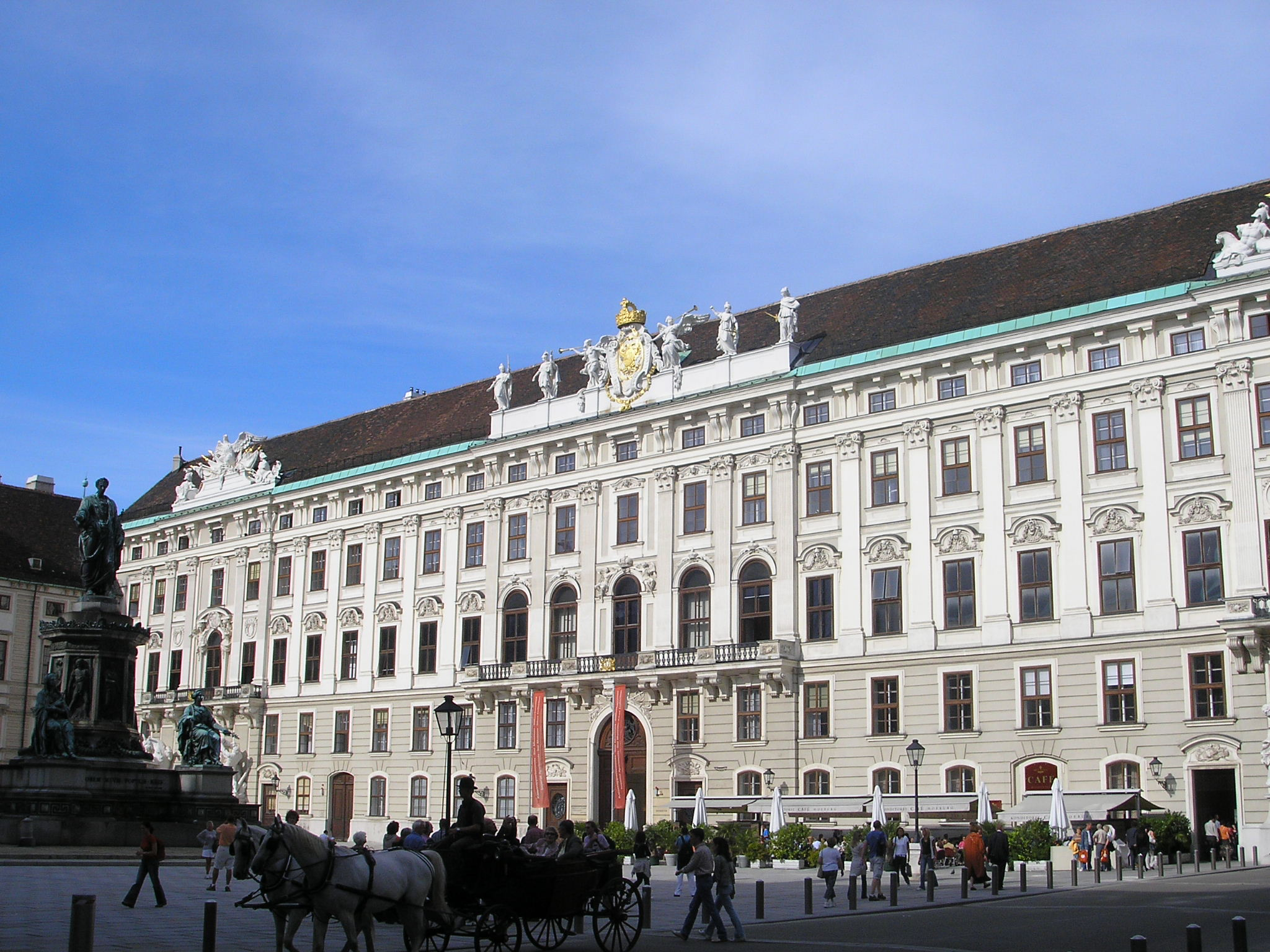
L'ala della Reichskanzlei della Hofburg di Vienna

Il Consiglio aulico (Hofrat in tedesco) è stato uno degli organi supremi politico-amministrativi del Sacro Romano Impero. Fu istituito nel 1527 e dal 1559 divenne Consiglio aulico imperiale (Reichshofrat). In quanto organo giurisdizionale, rappresentava l'ultimo stadio per la presentazione delle cause, ma in molti casi aveva una giurisdizione esclusiva nei processi feudali e nelle questioni criminali, nonché negli affari concernenti il governo imperiale. La sede del Consiglio Aulico era posta in un'ala della Hofburg, la residenza degli Asburgo a Vienna.

## Storia

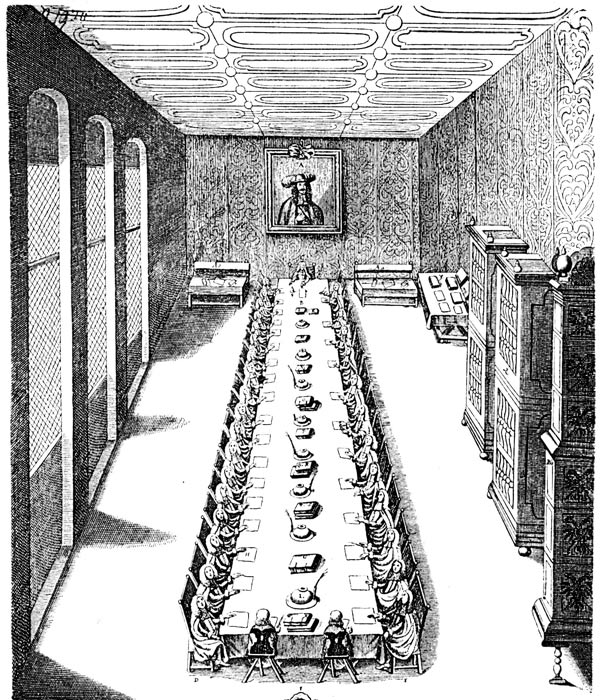
Riunione del Consiglio Aulico, c. 1700

Il Consiglio Aulico (dal latino aula, tribunale) era originariamente un consiglio con compiti giudiziari nell'impero. Originatosi nel tardo medioevo come un consiglio pagato dell'imperatore, venne riorganizzato dall'imperatore Massimiliano I con decreto del 13 dicembre 1497. Venne inteso come un modo per contrapporsi al Tribunale della Camera imperiale e per continuare a dimostrare come l'imperatore fosse comunque e sempre il supremo giudice nell'impero, malgrado i numerosi tentativi da parte dei principi elettori di fare della giustizia un fatto collegiale.
Ciascun imperatore convocava un nuovo Consiglio alla sua ascesa al trono. Secondo il regolamento emesso dall'imperatore Ferdinando I nel 1559, il Consiglio era composto da un presidente, da un vicepresidente, da un vicecancelliere e da 18 consiglieri, tutti scelti e pagati dall'imperatore personalmente, con l'eccezione del vicecancelliere che era nominato dall'elettore di Magonza nel suo ruolo imperiale di arcicancelliere. Dei 18 consiglieri, sei erano protestanti e, pur essendo in minoranza, avevano effettivamente diritto di veto sulle questioni in discussione, così che fosse preservato il rispetto religioso. Alla morte di un imperatore, il Consiglio veniva sciolto e doveva essere ricostituito dal suo successore.
Quando Napoleone vinse la Battaglia di Austerlitz e concluse la Pace di Presburgo, col Sacro Romano Impero terminarono anche le funzioni del Consiglio Aulico, nel 1806.

## Presidenti
- 1526–1556 Ferdinando d'Asburgo, Oberhofmarschall, rappresentato nelle diverse riunioni da:
  - Matthäus Lang von Wellenburg (1468–1540), arcivescovo di Salisburgo, cardinale (1520–1521)
  - Alberto di Brandeburgo (1490–1545), principe-elettore di Magonza (Reichstag 1521)
  - Federico II del Palatinato (1482–1556) (Reichstag 1530, 1532, 1541, 1544)
  - Ottone Truchsess di Waldburg (1514–1573), vescovo di Augusta, cardinale (Reichstag 1545, 1545/46)
  - Massimiliano d'Asburgo, arciduca d'Austria (1527–1576) (Reichstag 1547/48)
  - Sebastian von Heusenstamm (1508–1555), principe-elettore di Magonza (Reichstag 1550/51)
- 1556–1559 Carlo I di Hohenzollern (1516–1576)
- 1559–1563 Ludwig von Löwenstein (1530–1611)
- 1563–1576 Philipp von Winnenburg (1538–1600)
- 1576–1581 Otto Heinrich von Schwarzenberg (1535–1590)
- 1582–1594 Paul Sixt von Trautson (1548–1621)
- 1594–1596 Georg Ludwig von Leuchtenberg (1563–1613),
- 1601–1604 Georg Ludwig von Leuchtenberg
- 1606–1609 Georg Ludwig von Leuchtenberg
- 1609–1623 Giovanni Giorgio di Hohenzollern-Hechingen
- 1623–1631 Wratislaw von Fürstenberg (1584–1631)
- 1632–1637 Johann Ernst von Fugger (1590–1639)
- 1637–1647 Johann von der Reck (1584–1647)
- 1648–1670 Ernesto II di Oettingen-Wallerstein (1594–1670)
- 1670–1683 Giovanni Adolfo I di Schwarzenberg (1615–1683)
- 1683–1708 Wolfgang IV di Oettingen-Wallerstein (1626–1708)
- 1708–1713 Rupert von Bodman (1646–1728), principe-abate di Kempten
- 1713–1727 Ernst Friedrich von Windisch-Graetz (1670–1727)
- 1728–1740 Johann Wilhelm von Wurmbrand (1670–1750)
- 1742 Johann Franz Heinrich Carl von Ostein (1693–1742)
- 1744–1745 Johann Jakob Truchsess von Waldburg-Zeil († 1750)
- 1745–1750 Johann Wilhelm Wurmbrand (1670–1750)
- 1751–1778 Ferdinando Bonaventura von Harrach (1708–1778)
- 1778–1791 Johann Hugo II von Hagen (1707–1791)
- 1791–1801 Wolfgang Christoph Überacker (1736–1801)
- 1801–1806 Philipp Karl von Oettingen-Wallerstein (1759–1826)